# Selenops marginalis
Selenops marginalis là một loài nhện trong họ Selenopidae.
Loài này phân bố ở México.
Loài này thuộc chi Selenops. Selenops marginalis được Frederick Octavius Pickard-Cambridge miêu tả năm 1900.